# Caso delle intercettazioni di Stammheim
Il caso delle intercettazioni di Stammheim, conosciuto anche come scandalo delle intercettazioni di Stammheim, che ha avuto luogo tra il 1975 e il 1976, è stata un'incostituzionale operazione di intercettazioni presso l'Istituto penitenziario di Stoccarda per controllare le conversazioni tra gli avvocati difensori e prigionieri della Frazione dell'Armata Rossa (RAF). Manfred Schüler (SPD), allora capo della Cancelleria federale, aveva approvato l'installazione di tali impianti da parte del Servizio Informazioni Federale (Intelligence esterna) e dell'Ufficio federale per la protezione della Costituzione (Intelligence interna). Il 17 marzo 1977, i ministri del Baden-Württemberg Traugott Bender (Giustizia, CDU) e Karl Schiess (Interno, CDU) hanno ammesso al pubblico le misure di intercettazione. Secondo Werner Maihofer (FDP), l'allora Ministro dell'interno, tale misure furono ammesse solo dopo che un'altra vicenda o scandalo delle intercettazioni di Lauschaffäre Traube divenne nota nel marzo 1977.